# Lack
För andra betydelser, se Lack (olika betydelser).

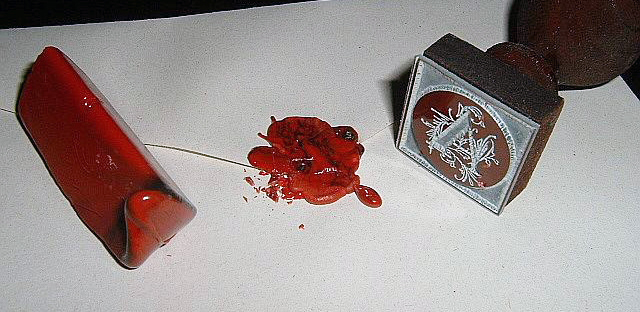
Sigillack eller paketlack saluförs i stänger och värms vid användning

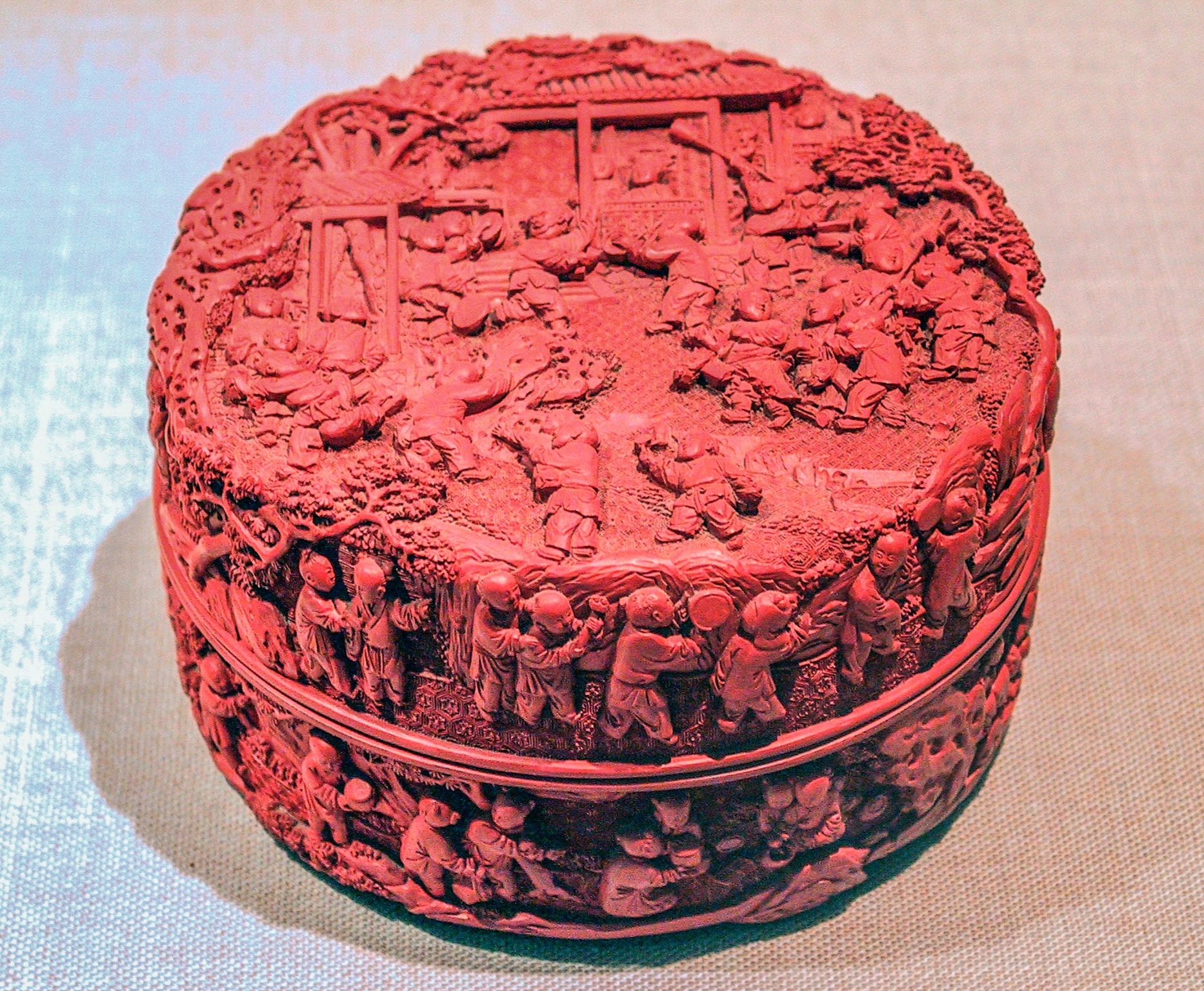
Kinesiskt lackarbete

Lack (via latinets laca från arabiska lakk och persiska lāk som betyder rödfärg) är en lösning av naturhartser eller plast och flyktiga lösningsmedel såsom olja, eller vatten i vattenbaserade lacker. Lack använt som en färglös substans eller innehåller pigment för att få en önskad effekt. Metoder finns även för lack i pulverform utan lösningsmedel. Pulverlack ger jämfört med andra lackeringsmetoder en fin yta trots sin goda motståndskraft mot mekaniskt slitage. Lackning utförs som skyddande eller dekorativ ytbehandling på de flesta material såsom epoxi, läder, metall, trä och tyg. Lack påförs med pensel, målarrulle eller vid industriell ytbehandling genom sprutning.
Ursprungligen syftade ordet på japanlack, som framställs av harts från lackträdet (Rhus vernicifera).

## Olika lacker
- Japanlack
- Nagellack
- Schellack
- Pulverlack
- Fernissa
- Polyuretan
- Akrylfärg
- Sigillack
- Lackfärg